# Die heiligen Narren
Die heiligen Narren (Originaltitel: Los santos inocentes) ist ein Roman des spanischen Schriftstellers Miguel Delibes, der 1981 veröffentlicht wurde und 1987 erstmals in deutscher Übersetzung vorlag.

## Handlung
Miguel Delibes beschreibt die Geschichte einer Bauernfamilie während des Franco-Regimes in Spanien auf einem Feudalgut in der Extremadura, einer der ärmsten und rückständigsten Gegenden des Landes. Zur Familie mit Vater, Mutter und vier Kindern gehört auch der schwachsinnige Knecht Azarías, ein Unschuldslamm mit einem Sprachfehler und kognitiver Beeinträchtigung, der sich ausschließlich damit beschäftigt, eine kleine Dohle aufzuziehen. Das Leben auf dem Landgut verläuft nach festgelegten Mustern: Die einen herrschen und die anderen gehorchen; im großen Haus finden Familienfeste, Jagden und Partys statt. Bei einer solchen Jagd erschießt der Hausherr Iván den Vogel von Azarías mit seiner Schrotflinte, der daraufhin den Hausherrn erhängt.
Sehr direkt entwirft der Autor dabei ein Porträt des aufopferungsreichen Lebens der abhängigen Landarbeiter in einer dunklen und archaischen Welt, in der den einzelnen Unterjochten nur die gegenseitige Solidarität das Überleben sichert. Nachdem der Gutsherr die Not seiner Landarbeiter und des Hauspersonals lange Zeit ignoriert hat, lässt sich die gewaltsame Reaktion von Azarías als beinahe zwangsläufiges Ergebnis der feudalistischen Machtstrukturen sehen.

## Stil
Das auffälligste Stilmittel des in sechs Kapitel gegliederten Romans besteht darin, dass jedes Kapitel aus einem einzigen Satz besteht, die Romanhandlung also in nur sechs Sätzen erzählt wird.

## Interpretation
Nachrufe zum Tode des Autors hoben stets Die heiligen Narren aus dem umfangreichen Gesamtwerk Delibes hervor und beschrieben das Buch „als eine deutliche Abrechnung mit den südspanischen Großgrundbesitzern und deren Misshandlung der Landarbeiter“.

## Ausgaben
- Miguel Delibes: Die heiligen Narren. Aus dem Spanischen von Curt Meyer-Clason. Piper Verlag, München 1987, ISBN 3-492-03043-2.
- Miguel Delibes: Die heiligen Narren. Aufbau-Verlag, Berlin/Weimar 1989, ISBN 3-351-01425-2 (Lizenzausgabe für die DDR).

## Rezeption
Das literarische Motiv der „heiligen Narren“ wurde in der spanischen Literatur oft genutzt, um einen Diskurs über den „Umgang mit Obrigkeit und Macht, Rebellion und Schuld“ zu eröffnen.
Die Art und Weise, wie Los Santos Inocentes von Curt Meyer-Clason ins Deutsche übersetzt wurde, war Untersuchungsgegenstand einer sprachwissenschaftlichen Diplomarbeit. Der österreichische Übersetzer Erich Hackl beurteilte Meyer-Clasons Übersetzung, die „den nüchternen Berichtston des Autors raffiniert um eine Nuance barocker Weitschweifigkeit bereichert“, im Ergebnis positiv.
Das Buch wurde 1984 von Mario Camus verfilmt; Bei den Internationalen Filmfestspielen von Cannes erhielten die Schauspieler Francisco Rabal und Alfredo Landa im selben Jahr für ihre Leistung den Darstellerpreis.
Im Erscheinungsjahr der deutschen Übersetzung veröffentlichte Die Zeit im Rahmen eines Reiheninterviews mit mehreren Literaturverlagen die von Piper genannte Verkaufszahl des Bandes von gerade einmal 2.000 Stück. Laut einer Stellungnahme des Verlegers Ernst Reinhard Pipers war es „nicht ganz einfach, einen Autor, der über zwanzig Jahre lang auf dem deutschsprachigen Buchmarkt nicht präsent war, wieder ins Gespräch zu bringen“.

## Rezensionen
- Hans-Jörg Neuschäfer: Abschied vom Ewigen Spanien: Die „Heiligen Narren“ von Miguel Delibes in deutscher Übersetzung. In: Neue Zürcher Zeitung, 20./21. Juni 1987, S. 69–70.[6]
- Erich Hackl: Schlinge um den Hals. In: Die Zeit (34/1987), 14. August 1987.